# Kozák Péter (sporttörténész)
Kozák Péter (Budapest, 1963. április 22. –) magyar sporttörténész, sportújságíró, lexikonszerkesztő, lexikontörténész, szakíró, könyvtáros, tudománytörténész. Több önálló könyv, könyvrészlet, tudományos publikáció és tanulmány szerzője. 2012-től az MTA Bölcsészettudományi Kutatóközpont Történettudományi Intézet szerkesztője. Egyéb munkái mellett okleveles könyvtáros, illetve történelemszakos előadóként is dolgozik.

## Élete és munkássága
1985-ben, huszonkét éves korában felvették a Magyar Újságírók Országos Szövetsége (MÚOSZ) tagjai közé mint sportújságírót. Egyetemi tanulmányait két évvel később, 1987-ben fejezte be a budapesti Eötvös Loránd Tudományegyetem Bölcsészettudományi Karának történelem–könyvtár szakán. 1987–1988-ban a Testnevelési és Sportmúzeumban tevékenykedett, muzeológusként. 1988 és 1995 között az Akadémiai Kiadó lexikonszerkesztőségénél dolgozott előbb szerkesztőként 1988–tól 1993-ig, majd felelős szerkesztőként 1993–1995 között.
1990-től 2008-ig a Révai új lexikona című sorozat életrajzi szerkesztőjeként munkálkodott előbb mellékállásban (1990–1996), majd főállásban (1996–2004), végül ismét mellékállásban (2004–2006, majd 2008). 2004 és 2011 között az MTA Társadalomkutató Intézet Tudománytörténeti Osztály adatbázis-kezelőjeként és szerkesztőjeként működött. Itt elsősorban adatgyűjtési, adatrögzítési és dokumentátori munkát végzett a Tudománytár feladatainak megfelelően, főként a 19–20. századi tudománytörténet területén. 2012-től az MTA Bölcsészettudományi Kutatóközpont Történettudományi Intézet adatbáziskezelője-, szerkesztője- és tudományos segédmunkatársaként dolgozik.
Kutatási területei közé tartoznak a 20. század eleji magyarországi ideológiák, valamint a gender a magyar irodalomban, ezen kívül kiemelten foglalkozik Balázs Béla és Bródy Sándor munkásságával. Továbbá kutatója a 19–20. századi tudománytörténetnek és lexikontörténetnek, a névtan (onomasztika) tudományágának, illetve az életrajzi adatbázisok terén is jártas. Nagyobb fontosságú szakterülete a sporttörténet, a sportfaktográfia és a sportnyelv is.
Jelentős sporttörténészi munkássággal rendelkezik. Ezen a szakterületen leginkább az angolszász eredetű labdajátékok – köztük elsősorban az asztalitenisz és a labdarúgás – magyarországi elterjedésével, a magyar olimpiai mozgalom kezdeti éveivel, valamint a 20. század eleji női életmódmozgalmak magyarországi hatásaival foglalkozik részletesebben. A Viktória Kiadó gondozásában, 2004-ben jelent meg Illem, sport és divat című kötete, amelyre készülő PhD-értekezése is alapszik. A munka a Magyarországon is űzött női sportok, szórakozások és játékok beindulásának sajátos aspektusú feldolgozása.
Sporttal kapcsolatos tevékenységén kívül lexikonszerkesztőként és -történészként is ismert. Ezen a téren legfőképp a lexikonok és a szótárak között elhelyezkedő határterülettel, valamint a különböző életrajzi jellegű adattáraknak a művelődéstörténet terén betöltött szerepével foglalkozik. Ezzel a témával kapcsolatban folyamatosan jelennek meg dolgozatai a Könyvtári Figyelő címet viselő folyóiratban. Részt vett egyebek között az Akadémiai kislexikon, a Magyar Larousse, a Magyar nagylexikon, a Magyar életrajzi lexikon, a Révai új lexikona és az Új magyar életrajzi lexikon című kiadványok szerkesztésében. Továbbá szerzője és szerkesztője az első magyar sportéletrajzokat tartalmazó lexikonnak. Az 1994–95-ben megjelent háromkötetes munka a Ki kicsoda a magyar sportéletben? címet viseli. Szerzője és szerkesztője a 2011-től működő Tudósportál című internetes magyar tudóslexikonnak. 1988-tól, ilyen irányú munkásságának kezdetétől fogva jóval több mint 70 000 lexikon- és szótárszócikk-szerkesztést, -írást és szöveggondozást végzett el 21 lexikonban és szótárban.

## Művei
- Kemény Ferenc és a magyar olimpiai mozgalom kezdetei. 1894–1907. In: Szerk. Som Ferenc, Szakály Sándor: Olimpiatörténeti tanulmányok. Eötvös-füzetek. Budapest: Eötvös Kollégium, 1989. 67–94. o.
- „Asztalitenisz a századfordulón”. Asztalitenisz (1989/1).
- Főszerk. Beck Mihály, Peschka Vilmos: Akadémiai kislexikon – szakszerkesztő. I–II. kötet. Budapest: Akadémiai, 1989–1990. ISBN 9630552795 [lexikon- és szótárszócikk-szerkesztés, -írás, szöveggondozás]
- Magyar ki kicsoda ’90 – szakszerkesztő. Budapest: Láng – TEXOFT Kft., 1990. ISBN 9637840281 [lexikon- és szótárszócikk-szerkesztés, -írás, szöveggondozás]
- Magyar Larousse. Enciklopédikus szótár – szakszerkesztő. I–III. kötet. Budapest: Larousse – Akadémiai, 1991–1994. ISBN 9630558564 [lexikon- és szótárszócikk-szerkesztés, -írás, szöveggondozás]
- Magyar és nemzetközi ki kicsoda. 1992–2009 – szakszerkesztő. Budapest: különböző kiadók, 1992–2008 [lexikon- és szótárszócikk-szerkesztés, -írás, szöveggondozás]
- Főszerk. Berza László: Budapest lexikon – szakszerkesztő. I–II. kötet. Budapest: Akadémiai, 1993. ISBN 9630564106 [lexikon- és szótárszócikk-szerkesztés, -írás, szöveggondozás]
- Magyar nagylexikon – szakszerkesztő. I–XIX. kötet. Budapest: Akadémiai – Magyar Nagylexikon, 1993–2004. ISBN 9630566117 [lexikon- és szótárszócikk-szerkesztés, -írás, szöveggondozás]
- Főszerk. Kenyeres Ágnes: Magyar életrajzi lexikon – szakszerkesztő. IV. kötet.  Budapest: Akadémiai, 1994. ISBN 963-05-6422-X [lexikon- és szótárszócikk-szerkesztés, írás, szöveggondozás]
- Szerk. Ányos László: Oxford–Duden magyar–angol képes szótár  – szakszerkesztő. Budapest: Akadémiai, 1994. ISBN 963-05-6660-5 (francia és német nyelven is) [lexikon- és szótárszócikk-szerkesztés, -írás, szöveggondozás]
- Ki kicsoda a magyar sportéletben? – író és szerkesztő. I–III. kötet. Szekszárd: Babits, 1994–1995.  ISBN 963-780-683-0
- Bakos Ferenc: Idegen szavak és kifejezések szótára – szakszerkesztő. Javított és átdolgozott kiadás. Budapest: Akadémiai, 1994, 2002. ISBN ISBN 963-05-6773-3, ISBN 963-05-7875-1 [lexikon- és szótárszócikk-szerkesztés, -írás, szöveggondozás]
- „Az első bébiételkonzervek”. História (1997/5–6)
- Főszerk. Kollega Tarsoly István: Révai új lexikona – életrajzi szerkesztő. I–XVIII. kötet. Szekszárd: Babits, 1997–2006. ISBN 963-9015-17-2 [lexikon- és szótárszócikk-szerkesztés, -írás, szöveggondozás]
- Szerk. F. Almási Éva: Kortárs magyar írók. 1945–1997 – társszerkesztő. I–II. kötet. Budapest: Enciklopédia, 1998–2000. ISBN 9638477318, ISBN 9638477377, ISBN 9638477385 [lexikon- és szótárszócikk-szerkesztés, -írás, szöveggondozás]
- Főszerk. Kollega Tarsoly István: Révai új lexikona – életrajzi szerkesztő. I. kötet. Átdolgozott kiadás. Szekszárd: Babits, 1999 [lexikon- és szótárszócikk-szerkesztés, -írás, szöveggondozás]
- Olimpiai almanach. Sydney 2000 – társszerző, Rochy Zoltánnal. Budapest: Tarsoly, 2000. ISBN 963-00-4133-2
- Mező Ferenc: Az olympiai játékok története. In: Szerk. Kollega Tarsoly István: Magyar könyvek – magyar századok. Budapest: Tarsoly, 2001. ISBN 9638622202
- Főszerk. Markó László: Egyetemes lexikon: A–Z – szakszerkesztő. Harmadik javított kiadás. Budapest: Magyar Könyvklub, 2001. ISBN 9635474954 [lexikon- és szótárszócikk-szerkesztés, -írás, szöveggondozás]
- Főszerk. Markó László: Új magyar életrajzi lexikon – szakszerkesztő. I–VI. kötet. Budapest: Magyar Könyvklub – Helikon, 2001–2007. ISBN 963-547-414-8 [lexikon- és szótárszócikk-szerkesztés, -írás, szöveggondozás]
- Főszerk. Bodó Sándor, Viga Gyula: Magyar múzeumi arcképcsarnok. Budapest: Pulszky Társaság – Tarsoly, 2002. ISBN 963-86222-4-5 [lexikon- és szótárszócikk-szerkesztés, írás, szöveggondozás]
- Nemzeti évfordulóink. 2004–2006. Budapest: Balassi Bálint Magyar Kulturális Intézet, 2003–2005 [lexikon- és szótárszócikk-szerkesztés, írás, szöveggondozás]
- „Vitae parallelae – párhuzamos életrajzok. Apáczai Csere János és Bod Péter lexikonszerkesztői tevékenysége”. Könyvtári Figyelő 50. (2004/1). 2643. o.
- Illem, sport és divat. Amazonok a századfordulón. Budapest: Viktória, 2004. ISBN 9638646225
- Főszerk. Bárány Lászlóné: Általános kislexikon – szakszerkesztő és lektor. Budapest: Magyar Nagylexikon, 2005. ISBN 963-9257-23-0 [lexikon- és szótárszócikk-szerkesztés, -írás, szöveggondozás]
- Szalonhölgyek és sportladyk a megelőző századvégen. In: Szerk. Palasik Mária, Sipos Balázs: Házastárs? Vetélytárs? Munkatárs? A női szerepek változása a 20. századi Magyarországon. Tanulmányok. Budapest: Napvilág, 2005. ISBN 9639350575
- A magyarországi enciklopédiák és lexikonok története Apáczai Csere Jánostól a Wikipédiáig – tanulmány. Kecskemét, 2006. [A 2006. szeptember 18-i kecskeméti előadás szerkesztett változata]
- Csízió, avagy neves személyek, jeles ünnepek és különös szavak magyarázata a 2007-es esztendő minden napjára. Budapest: Enciklopédia, 2006. ISBN 9638477970
- Névlexikon. In: Szerk. Békés Csaba, Kecskés D. Gusztáv: A forradalom és a magyar kérdés az ENSZ-ben. 1956–1963. Budapest: Magyar ENSZ Társaság, 2006. ISBN 963 86322 4 0. 165–185. o.
- A magyar nyelv nagyszótára. A sport, játék, szórakozás szaknyelvének gondozása. I–II. kötet. Budapest: MTA Nyelvtudományi Intézet, 2006. III–IV. kötet. Budapest: MTA Nyelvtudományi Intézet, 2011 [lexikon- és szótárszócikk-szerkesztés, -írás, szöveggondozás]
- Az általános műveltség képes szótára – szakszerkesztő. Reader’s Digest felújított kiadás. Budapest: Reader’s Digest, 2006. ISBN 9789638475534 [lexikon- és szótárszócikk-szerkesztés, -írás, szöveggondozás]
- Szerk. Gáspár Katalin, Simon István: Hősök, akik a nemzetért éltek, haltak. 14 életrajz. Budapest: Totem, 2008. ISBN 9789635903405
- Főszerk. Kollega Tarsoly István: Révai új lexikona. XIX. kiegészítő kötet: A–Z. Szekszárd: Babits, 2008.  helytelen ISBN kód: 9639556539  [lexikon- és szótárszócikk-szerkesztés, -írás, szöveggondozás]
- Szerk. Tolnai Márton: Akadémiai album. I–IV. kötet. Budapest: MTA Kutatásszervezési Intézete, 2008 [lexikon- és szótárszócikk-szerkesztés, -írás, szöveggondozás]
- „Nobody Home. Emlékek apámról”. Remény (2009).
- Halandzsa. In: Szerk. Lugosi András, Rózsafalvi Zsuzsanna: Utazás Karinthyából Epepébe. I–II. kötet. Budapesti Negyed. 2009
- Két világnézet. Balázs Béla és Prohászka Ottokár összecsapása az elmúlt századelőn. In: Szerk. Balogh Margit: „Alattad a föld, fölötted az ég…” Források, módszerek és útkeresések a történetírásban. Gergely Jenő-emlékkötet. Budapest: ELTE BTK Történelemtudományok Doktori Iskola, 2010. 225–233. o. ISBN 9632841816
- Szerk. Balogh Margit, Palasik Mária. Nők a magyar tudományban. 115 életrajz. Budapest: Napvilág, 2010. ISBN 9789639697546
- Doktor Szélpál Margit. Az első tudósnő magyar színpadon. Miniatűrök sorozat, 1. füzet. Budapest: Gabbiano Print, 2011. ISBN 9789638879165
- „Vallástudós életpályák. Zagarid. Borsai Ilona, a kopt liturgia kutatója” – társszerző, Bognár Szabinával. Vallástudományi Szemle (2011). 181–194. o.
- Duellum. Balázs Béla és Prohászka Ottokár összecsapása. 1905. Prohászka Ottokár-emlékkonferencia, Központi Papnevelő Intézet, 2011. április 2. [Előadás]
- Tudósportál – magyar tudósok folyamatosan bővülő elektronikus adatbázisa. Elérhető: 2011. szept. 5-étől. 2012. március 31-ig 9571 tétel Online hozzáférés
- Névpontkönyv. Ötvenhét portré a magyar művelődéstörténetből; Nemzeti Örökség Intézete, .Bp., 2016